# Majzlinger Sándor
Majzlinger Sándor (Baja, 1948 – Baja, 2011. július 26.) labdarúgó, kapus.

## Pályafutása
A Bajai Bácska Posztó csapatában kezdte a labdarúgást, majd a Bajai Vasas MTE együttesében folytatta. Sorkatonai szolgálata alatt a Kiskunfélegyházi Honvéd labdarúgója volt. Leszerelése után visszatért a Vasas MTE csapatához, ahol rendszerint kapusként szerepelt, de előfordult, hogy a mezőnyben csatárként gólokat szerezve játszott. 1973-ban a másodosztályú Dunaújvárosi Építők csapatához igazolt. 1976 és 1979 között a Dunaújvárosi Kohász labdarúgója volt. Az élvonalban 1976. szeptember 18-án mutatkozott be a Salgótarján ellen, ahol csapata 4–0-s győzelmet aratott. Az élvonalban 15 mérkőzésen védett. 1979-ben visszatért szülővárosába a Bajai SK együtteséhez. 1998-ban, ötvenévesen fejezte be az aktív labdarúgást. Az utolsó években már alacsonyabb osztály csapatokban védett.